# Zemita
Zemita es una localidad de la comuna de Ñiquén, en la Provincia de Punilla, de la Región de Ñuble, Chile. Según el censo de 2002, la ciudad tenía una población de 770 habitantes, divididos en los sectores de "Zemita" "San Fernando de Zemita" y "San José de zemita".Viendo el censo del 2017, la localidad tenía una población de 735 habitantes, divididos en los sectores de "Zemita" "El Peumo Zemita".y "San José de zemita", lo cual supone una variación del -4,54%.
La Hacienda Zemita conserva un alto valor patrimonial, ya que es considerada el epicentro y el ejemplo más representativo de la vida rural del siglo XVI en adelante. 

## Historia
El origen de Zemita se remonta al siglo XVI y se presume que inicialmente fue concedida como encomienda o merced de tierra y que con el paso de los años su dueño la donó a la Orden de la Compañía de Jesús.
Los jesuitas construyeron las casas patronales primitivas, parte de las cuales aún perduran, según consigna Marcial Pedrero Leal en su libro Zemita Virgüin, Haciendas de Ñuble.
Sólo si apreciamos lo investigado por el historiador Mario Góngora en los archivos de la Capitanía General de Chile, aparece mencionada la hacienda Zemita en 1752, teniendo numerosos arrendamientos, lo que nos indica ya la existencia de aquella propiedad en calidad de hacienda y nos permite suponer la considerable extensión que tenía. Incluso, aquel mismo año se produce un litigio poco usual en aquellos tiempos en las zonas rurales de Maule y Ñuble, donde el propietario de esta hacienda ordena la expulsión de sus arrendatarios porque rechazan al nuevo administrador.
Tras la expulsión de los Jesuitas en 1767, se desconoce la vida de la hacienda por al menos un siglo.
En el siglo XIX la propiedad pasó por tres dueños diferentes, el primero de los cuales inició la construcción de la casa principal que fue anexada a la original.
A mediados del siglo XIX, el ingeniero hidráulico canadiense Ricardo Price Evans, enriquecido en el norte de Chile, adquirió esta hacienda e inició la construcción de la casa principal que fue anexada a la casa original. En 1859 vendió una porción a Miguel Ramírez, quien más tarde la vendió a Gabriel Alejandro Azúa Real. Finalmente, en 1869 Juan Francisco Rivas adquirió la hacienda y en 1889 compró tierras a varios propietarios en San Antonio de Zemita para acrecentar la hacienda.
En los inicios del siglo XX, Zemita llegó a tener un número aproximado de diez mil cabezas de ganado ovino, que eran esquilados en grandes galpones durante treinta días. Según Pedro Valenzuela, en la década de 1950 se "pelaba" trescientas o cuatrocientas cabezas a cargo de tres capataces y diez ovejeros que trabajaban en La Montaña. Toda la lana enfardada era enviada para exportación.
Juan Francisco Rivas es descrito por Virgilio Figueroa como “un espécimen sobresaliente y original de la sociedad santiaguina. Hace recordar a un personaje de novela o de drama, de los que abundan en las creaciones de Balzac y de Shakespeare”, Rivas fue conocido como el último señor feudal de Chile central y que falleció en 1922, a los 78 años. Allí había todo tipo de adelantos que incluían luz eléctrica en las casas patronales y teléfono en diversas secciones de la hacienda, con el fin de hacer más expedita la comunicación entre estas y la casa patronal.
Rivas –según relata el historiador Marcial Pedrero- marcaba con su actitud progresista un precedente y un liderazgo para el resto de los propietarios conservadores que mantenían técnicas tradicionales, incorporando a sus propiedades técnicas e inventos que estaban en boga en los países industrializados de la época. 
En la hacienda trabajaban cerca de 300 hombres, quienes eran clasificados de acuerdo a sus aptitudes o al grado de confianza del patrón. A los inquilinos y peones se les pagaba un sueldo cada tres meses, con el cual compraban sus provisiones en una pulpería. La jornada laboral era de 10 horas y si algún trabajador era sorprendido cometiendo alguna falta, era castigado con azotes o sumergido en un pozo.
Tras el fallecimiento del hacendado Rivas, se produjo la gran repartición de sus propiedades entre sus deudos: sus tres hijas y sus nietos.
- Trinidad recibió Pomuyeto y La Montaña, abarcando los fundos El Naranjo, El Durazno y parte de El Palo.
- Mercedes recibió la hacienda Virgüin, Las Mercedes que abarcó los sectores cercanos a San Fabián de El Valiente y Bandurria.
- Inés heredó la hacienda Zemita abajo, Los Robles y El Palo.
- Hernán Rivas Freire recibió La Pitrilla y San Roque,
- Fernando Rivas Freire heredó de su abuelo el fundo San José de Zemita,

Las hijas de Rivas recibieron como herencia el sector del Llano y Precordillera, en un proceso llevado a cabo con cierta lentitud debido a la magnitud de terreno en Zemita y Virgüin.
La familia Lorente Sánchez, heredera de la hacienda Zemita, oficialmente no recibió la información acerca de la inminente expropiación, la cual fue aplicada de acuerdo a la ley de 1968. La expropiación fue aplicada de acuerdo a Decreto Ley de 1969 con un pago diferido, permaneciendo la familia Lorente con su casa y los sectores de reumo y La Montaña, pero durante el gobierno de Salvador Allende estos fueron expropiados sin pago alguno. En 1972, por orden gubernamental, el terreno considerado expropiado fue transferido a la Corporación de la Reforma Agraria, CORA, en cuya administración Zemita permaneció descuidada y maltratado todo el equipamiento. En 1974, tras varias solicitudes de los herederos, se les devolvió un tercio de lo requisado.